# Laktozilkeramid a-2,6-N-sijaliltransferaza
Laktozilkeramid a-2,6--sijaliltransferaza (EC 2.4.99.11, citidin monofosfoacetilneuraminat-laktozilkeramid sijaliltransferaza, CMP-acetilneuraminat-laktozilkeramid-sijaliltransferaza, CMP--acetilneuraminska kiselina:laktozilkeramid sijaliltransferaza, CMP-sijalinska kiselina:laktozilkeramid sijaliltransferaza, CMP--acetilneuraminat:laktozilkeramid alfa-2,6-N-acetilneuraminiltransferaza, CMP--acetilneuraminat:beta--galaktozil-(1->4)-beta--glukozil(1<->1)keramid alfa-(2->6)--acetilneuraminiltransferaza) je enzim sa sistematskim imenom CMP-N-acetilneuraminat:beta-D-galaktozil-(1->4)-beta--glukozil-(1<->1)-keramid alfa-(2->6)--acetilneuraminiltransferaza. Ovaj enzim katalizuje sledeću hemijsku reakciju
CMP--acetilneuraminat + beta-D-galaktozil-(1->4)-beta--glukozil-(1<->1)-keramid {\displaystyle \rightleftharpoons } CMP + alfa-N-acetilneuraminil-(2->6)-beta-D-galaktozil-(1->4)-beta--glukozil-(1<->1)-keramid

## Literatura
- Nicholas C. Price; Lewis Stevens (1999). Fundamentals of Enzymology: The Cell and Molecular Biology of Catalytic Proteins (Third изд.). USA: Oxford University Press. ISBN 019850229X.
- Eric J. Toone (2006). Advances in Enzymology and Related Areas of Molecular Biology, Protein Evolution (Volume 75 изд.). Wiley-Interscience. ISBN 0471205036.
- Branden C; Tooze J. Introduction to Protein Structure. New York, NY: Garland Publishing. ISBN 0-8153-2305-0.
- Irwin H. Segel. Enzyme Kinetics: Behavior and Analysis of Rapid Equilibrium and Steady-State Enzyme Systems (Book 44 изд.). Wiley Classics Library. ISBN 0471303097.
- William P. Jencks (1987). Catalysis in Chemistry and Enzymology. Dover Publications. ISBN 0486654605.

## Spoljašnje veze
- Lactosylceramide+alpha-2,6-N-sialyltransferase на 